# Kiros Stanlley Soares Ferraz
Kiros Stanlley Soares Ferraz (nacido el 21 de agosto de 1988) es un futbolista brasileño que se desempeña como delantero.
Jugó para clubes como el Santa Cruz, Paysandu, Bragantino, Remo, Kyoto Sanga FC, Zob Ahan FC y Sepahan FC.

## Trayectoria

### Clubes
| Club            | País   | Año         |
| --------------- | ------ | ----------- |
| Porto           | Brasil | 2011 - 2016 |
| Santa Cruz      | Brasil | 2011        |
| Paysandu        | Brasil | 2012        |
| Bragantino      | Brasil | 2013        |
| Red Bull Brasil | Brasil | 2013        |
| Icasa           | Brasil | 2013        |
| Santa Rita      | Brasil | 2014        |
| Salgueiro       | Brasil | 2014        |
| Remo            | Brasil | 2015        |
| Novo Hamburgo   | Brasil | 2016        |
| Kyoto Sanga FC  | Japón  | 2016        |
| Resende         | Brasil | 2017        |
| América         | Brasil | 2017        |
| Zob Ahan FC     | Irán   | 2017 - 2018 |
| Sepahan FC      | Irán   | 2018        |